# Francesco Illy
Dans le nom hongrois Illy Ferenc, le nom de famille précède le prénom, mais cet article utilise l’ordre habituel en français Ferenc Illy, où le prénom précède le nom.
Pour les articles homonymes, voir Illy.
Francesco Illy, né Ferenc Illy le 7 octobre 1892 à Temesvár (actuelle Timișoara) et mort en 1956 à Trieste, est un entrepreneur et commerçant hongrois naturalisé italien, fondateur de l'entreprise de torréfaction Illy. 

## Biographie
Ferenc Illy naît dans une famille de Banat. Il est hongrois par son père, János Illy, et allemand par sa mère Aloisa Rössler. Baptisé à l'église paroissiale Notre-Dame-de-la-Nativité de Józsefváros (Iosefin, actuel quatrième arrondissement de Timișoara), il suit un cursus scolaire catholique, lequel l'amène à fréquenter le lycée piariste de la ville. Il quitte sa ville de naissance à vingt-deux ans, alors qu'il est enrôlé dans l'armée austro-hongroise au début de la Première Guerre mondiale. Il combat sur plusieurs fronts et prend notamment part aux batailles de Kraśnik et de l'Isonzo. Après le conflit, il décide de s'installer à Trieste où il épouse une professeur de piano d'origine italienne. 
C'est à Trieste qu'il entame une carrière au sein d'entreprises de torréfaction, d'où il tire un savoir-faire qu'il met rapidement à profit. C'est de cette expérience que lui vient l'idée d'améliorer le mode de conservation et de distribution du café fraîchement torréfié. En 1933, il fonde l'entreprise Illy et en 1935, il dépose le brevet de la première machine à café expresso : l'« Illetta »,.